# Adrian Marino
Adrian Marino (n. 5 septembrie 1921, Iași – d. 17 martie 2005, Cluj) a fost un eseist, critic, istoric și teoretician literar român, laureat al premiului Herder.

## Biografie
După ce a urmat Liceul Militar și apoi Liceul Internat din Iași, a devenit licențiat în 1944 al Facultății de Litere la Iași și București.
Între 1944 și 1947 este asistent suplinitor la catedra de Istorie a Literaturii Române, condusă de George Călinescu, cu care nu s-a „împăcat”.
Din aceasta perioadă datează redactarea celor două volume despre Alexandru Macedonski, Viața lui Alexandru Macedonski și Opera lui Alexandru Macedonski, pe care le va publica abia în 1965. Sunt titluri similare cu volumele lui George Călinescu, Viața lui Mihai Eminescu și Opera lui Mihai Eminescu.
A debutat în 1939 la Revista „Jurnalul Literar", cu un articol pentru care a fost pălmuit de un profesor de liceu cum scrie în "Jurnalul unui om singur" fapt consemnat și de Ștefan Borbely, avându-l ca director pe George Călinescu. A obținut titlul de doctor în 1946 cu teza Viața lui Alexandru Macedonski.
A fost arestat în 1949 pentru multiplicare și difuzare de texte ale „Școlii de cadre”, din cadrul Tineretului Universitar Național-Țărănist, activități considerate ilegale de guvernul de atunci.
A fost închis până în anul 1957, după care a fost deportat în Bărăgan, în satul Lătești (azi parte a comunei Bordușani, Ialomița), alți șase ani (1957 - 1963). Nu a avut drept de semnătură până în 1965, când a debutat la 44 de ani cu „Viața lui Alexandru Macedonski". După alți patru ani, în 1969, a fost reabilitat politic complet și repus în toate drepturile. A fost reabilitat juridic în 1969.

## Perioada de după 1965
A fost premiat de Academia Română și de Uniunea Scriitorilor. Între 1971 și 1972 face o specializare în Elveția, supervizat de profesorul René Étiemble. A avut, de asemenea, burse în Franța și Germania Federală.
Între 1973 și 1980 întemeiază, redactează și conduce prima revistă de studii literare în limbi străine de largă circulație, Cahiers roumains d'etudes literaires.
În 1985 obține Premiul Herder. Publică în țară și străinătate volume de teorie literară și comparatistică. Este primul autor al unei cărți românești și franceze despre Mircea Eliade, Hermeneutica lui Mircea Eliade (1980), versiunea în limba franceză apărând în 1981.
Cele 7 volume Biografia ideii de literatură (1987-2003) reprezintă prima enciclopedie românească literară completă.
Este cel mai tradus critic literar român.
Este autorul unui Dicționar de idei literare, rămas neterminat.
A fost membru al Senatului Alianței Civice și al Senatului ASPRO.
În anul 2010, în urma apariției volumului său biografic Viața unui om singur, critic la adresa unor intelectuali activi în viața publică, lui Adrian Marino i s-a înscenat o acuzație de colaborare cu Securitatea. Defăimarea cărturarului a determinat semnarea unui protest colectiv care califica „transformarea acestui demn om de cultură, liberal și anticomunist într-un slujitor al regimului” drept „un act monstruos și inacceptabil”. Borbely spune că Dinescu a spus că Marino era la DIE.
A avut un frate, Dan.

## Operă

### Critică și istorie literară. Teoria literaturii și comparatistică
- Viața lui Alexandru Macedonski, 1965
- Opera lui Alexandru Macedonski, 1967
- Introducere în critica literară, 1968, ediția a II-a revăzută, 2007[8]
- Modern, modernism, modernitate, 1969
- Dicționar de idei literare, I, 1973
- Hermeneutica lui Mircea Eliade, 1980
- L'hermeneutique de Mircea Eliade, Paris, 1980
- Etiemble ou le comparatisme militant, Paris, 1982
- Comparatisme et théorie de la littérature, Paris, 1988
- Biografia ideii de literatură, vol. I-VII, 1992-2003

### Eseuri, Publicistică, Memorialistică
- Evadări în lumea liberă, 1993
- Pentru Europa, 1995, ediția a II-a, revăzută și întregită, 2005
- Cenzura în România, 2000
- În dialog cu Sorin Antohi, 2001
- Libertate și cenzură în România. Începuturi, 2005
- Viața unui om singur, 2010 [9][10][11]

### Ediții critice
- Alexandru Macedonski, Opere, studiu introductiv, ediție îngrijită, note și variante, cronologie și bibliografie, vol. I-VII, București, Editura pentru Literatură/Editura Minerva, 1966-1980

Până în 1989 Adrian Marino nu a putut fi decât critic literar. După 1989 a putut desfășura o activitate în acord cu propria lui vocație fiind un filosof care a militat pentru dezvoltarea laturii analitico-critice a culturii române. Iată în acest sens un citat de-al lui din lucrarea “Politică și cultură”, 
„"Cultura română-și acesta este pragul cel mai greu de trecut-va trebui să facă saltul în ordinea spiritului, de la imagine, simbol, mit la idee, teorie, sistem: de la concretul poetic, la abstracția gândirii.

Suntem încă prea "lirici", prea "poeți" în toate. Și "rezolvăm" mult prea multe, încă doar prin "intuiții" și "imagini". Avem nevoie de o nouă cultură: mai teoretică, mai sistematică, mai "rece", mai raționalistă, mai pătrunsă de spiritul critic, de luciditate, de un superior "bun simț".
Iraționalismul și misticismul au făcut destule ravagii și la noi. Avem prea mulți filosofi-mit, profeți, egumeni mesianici (Constantin Noica, Nicolae Steinhardt, Petre Țuțea, etc.)
Nu de "sentimentul tragic al vieții" (care și în occident este o raritate) avem nevoie ci de sentimentul creației durabile în orice domeniu: al lucrului bine făcut, al responsabilității, al seriozității și onestității, al comportamentului consecvent, al refuzului odioasei improvizații. Idealuri "minore" vor spune unii mistici exaltați.
Sunt idealuri majore pentru un popor care le-a cultivat încă prea puțin.
Aceasta ar putea fi o adevărată "revoluție spirituală românească". Ar putea fi cândva..."”

## Memoria
« Ne luăm rămas-bun, azi, de la una dintre mințile cele mai strălucite ale literaturii române contemporane, prestigios laureat al Premiului Herder. Adrian Marino a fost – chiar și pentru cei pe care îi timora anvergura sa intelectuală unică, împlinită – un reper de verticalitate morală și un neliniștitor termen de comparație ... »

Cuvinte rostite de Ștefan Borbely, profesor de literatură la Facultatea de Litere a Universității „Babeș-Bolyai” din Cluj, la mormântul omului de cultură, în Cimitirul Hajongard din Cluj, în dimineața zilei de 19 martie 2005.

## Informator al Securității
În anul 2010, scriitorul Mircea Dinescu a făcut public faptul că Adrian Marino a fost informator al Direcției de Informații Externe și al Securității, în vremea regimului comunist. O cercetare de presă ulterioară a confirmat acuzațiile.